# Gadancourt
Gadancourt est une ancienne commune française située dans le département du Val-d'Oise en région Île-de-France. Elle a fusionné le 1er janvier 2018 avec Avernes.

## Géographie
|                     | Commeny    |         |
|                     | Gadancourt |         |
| Wy-dit-Joli-Village |            | Avernes |

Le village est baigné par le ru de Guiry et situé dans le parc naturel régional du Vexin français.

## Toponymie
Le nom de la localité est mentionné sous les formes Wadincurtis, Guadencort, Gadengort et Guadencourt en 1249.
Du nom germanique wado et du latin cortem (domaine).

## Histoire

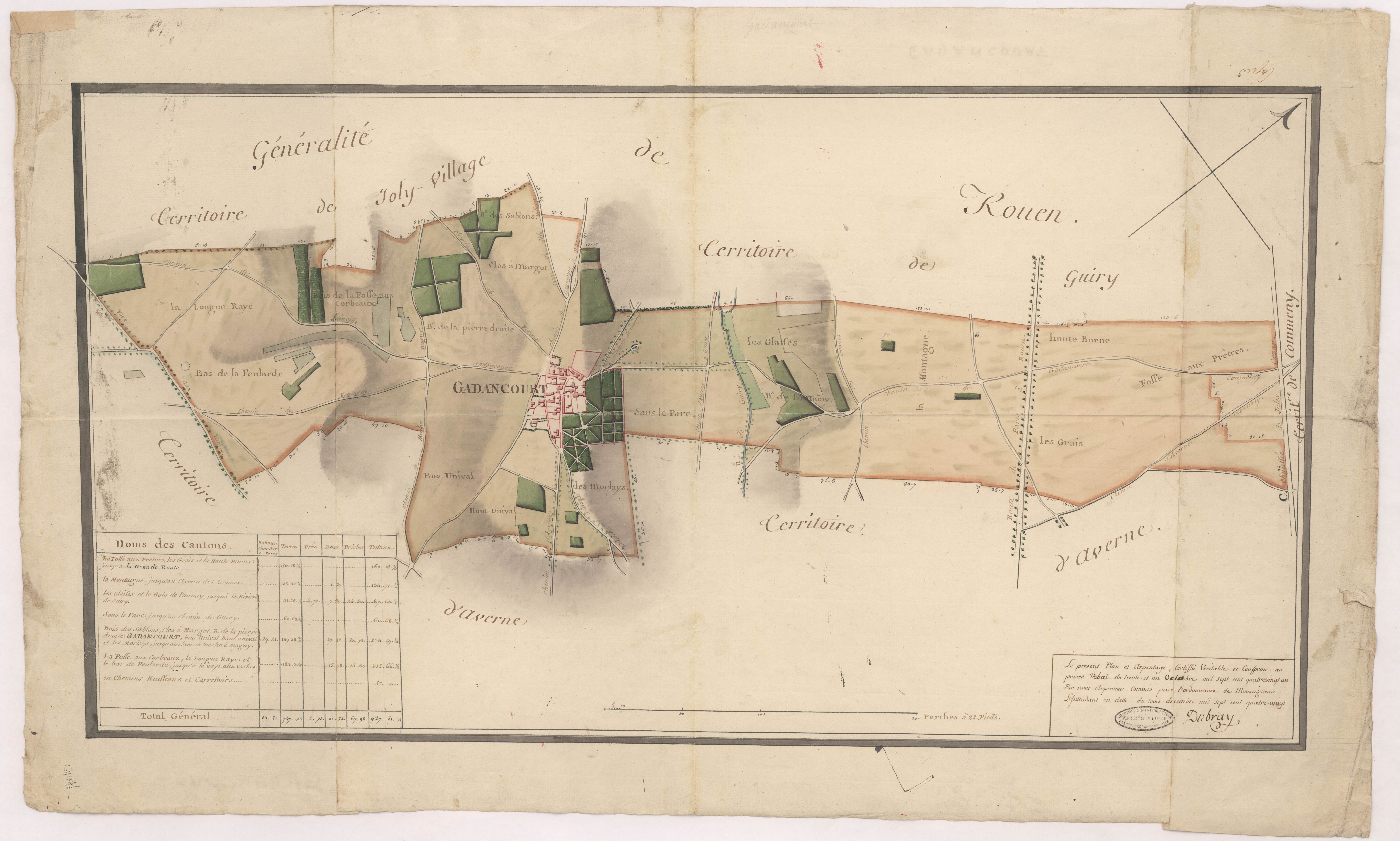
Plan d'intendance de Gadancourt. Pierre Dubray (géomètre et arpenteur royal), 31 octobre 1781. Dimensions : 85 cm x 52 cm. Cadastre de Bertier de Sauvigny. Archives départementales du Val-d'Oise.

## Politique et administration

### Rattachements administratifs et électoraux
Jusqu’à la loi du 10 juillet 1964, la commune faisait partie du département de Seine-et-Oise. Le redécoupage des anciens départements de la Seine et de Seine-et-Oise fait que la commune appartient désormais au Val-d'Oise  et son arrondissement de Pontoise, après un transfert administratif effectif le 1er janvier 1968. Pour l'élection des députés, la commune fait partie depuis 1986 de la première circonscription du Val-d'Oise.
La commune faisait partie depuis 1801 du canton de Marines, puis, lors de la mise en place du département du Val-d'Oise, en 1967, du canton de Vigny. Dans le cadre du redécoupage cantonal de 2014 en France, la commune fait désormais partie du canton de Vauréal.

### Intercommunalité
La commune, initialement membre de la communauté de communes des Trois Vallées du Vexin, est membre, depuis le 1er janvier 2013, de la communauté de communes Vexin centre.
En effet, cette dernière a été constituée le 1er janvier 2013 par la fusion de la communauté de communes des Trois Vallées du Vexin (12 communes), de la communauté de communes Val de Viosne (14 communes) et  de la communauté de communes du Plateau du Vexin (8 communes), conformément aux prévisions du schéma départemental de coopération intercommunale du Val-d'Oise approuvé le 11 novembre 2011.

### Politique locale
La commune envisage de fusionner avec celle d'Avernes sous le régime des communes nouvelles, la nouvelle structure, qui serait créée à la demande des deux conseils municipaux au 1er janvier 2018, conservant la dénomination d’Avernes, dont Gadancourt deviendrait un simple hameau.
Cette fusion est destinée à permettre de limiter les coûts de fonctionnement en mutualisant les services et de permettre la réalisation de travaux, notamment à Gadancourt (assainissement, entretien de l'église).

### Liste des maires
| Période                                  | Période                    | Identité      | Étiquette | Qualité                        |
| ---------------------------------------- | -------------------------- | ------------- | --------- | ------------------------------ |
| Les données manquantes sont à compléter. |                            |               |           |                                |
| décembre 2004                            | mars 2008                  | Alain Coville |           |                                |
| mars 2008                                | En cours (au 29 juin 2017) | Michel Noury  | SE        | Réélu pour le mandat 2014-2020 |

## Démographie
L'évolution du nombre d'habitants est connue à travers les recensements de la population effectués dans la commune depuis 1793. Pour les communes de moins de 10 000 habitants, une enquête de recensement portant sur toute la population est réalisée tous les cinq ans, les populations de référence des années intermédiaires étant quant à elles estimées par interpolation ou extrapolation. Pour la commune, le premier recensement exhaustif entrant dans le cadre du nouveau dispositif a été réalisé en 2007.

En 2015, la commune comptait 83 habitants, en évolution de −20,95 % par rapport à 2009 (Val-d'Oise : +4 %, France hors Mayotte : +2,11 %).
| 1793 | 1800 | 1806 | 1821 | 1831 | 1836 | 1841 | 1846 | 1851 |
| ---- | ---- | ---- | ---- | ---- | ---- | ---- | ---- | ---- |
| 122  | 112  | 110  | 131  | 135  | 123  | 124  | 114  | 114  |

| 1856 | 1861 | 1866 | 1872 | 1876 | 1881 | 1886 | 1891 | 1896 |
| ---- | ---- | ---- | ---- | ---- | ---- | ---- | ---- | ---- |
| 102  | 106  | 91   | 108  | 100  | 86   | 92   | 107  | 112  |

| 1901 | 1906 | 1911 | 1921 | 1926 | 1931 | 1936 | 1946 | 1954 |
| ---- | ---- | ---- | ---- | ---- | ---- | ---- | ---- | ---- |
| 77   | 77   | 78   | 89   | 67   | 73   | 54   | 69   | 78   |

| 1962 | 1968 | 1975 | 1982 | 1990 | 1999 | 2006 | 2007 | 2012 |
| ---- | ---- | ---- | ---- | ---- | ---- | ---- | ---- | ---- |
| 93   | 84   | 53   | 46   | 61   | 76   | 101  | 104  | 87   |

| 2015 | - | - | - | - | - | - | - | - |
| ---- | - | - | - | - | - | - | - | - |
| 83   | - | - | - | - | - | - | - | - |

## Culture locale et patrimoine

### Lieux et monuments

#### Monuments historiques

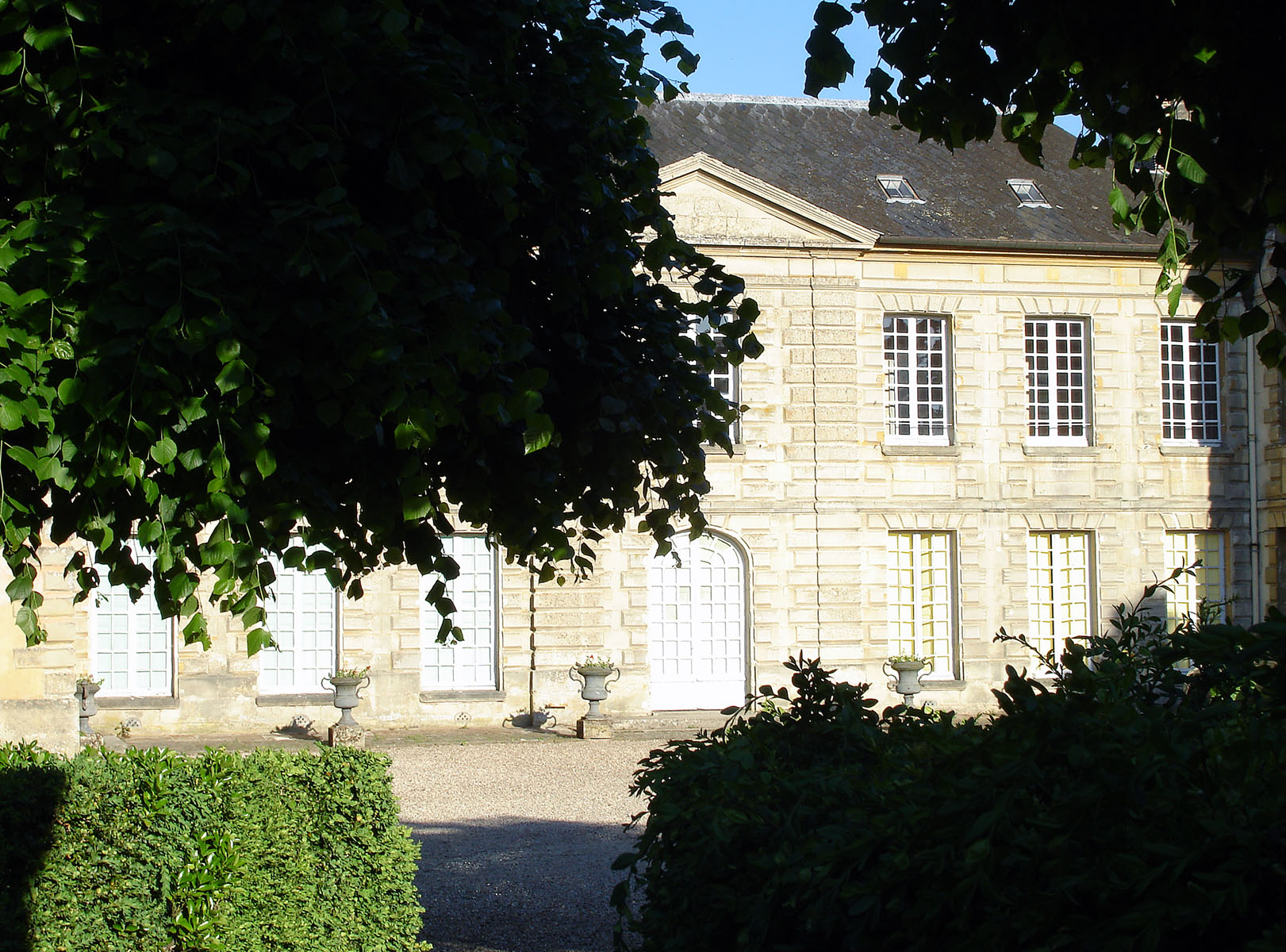
Château de Gadancourt.
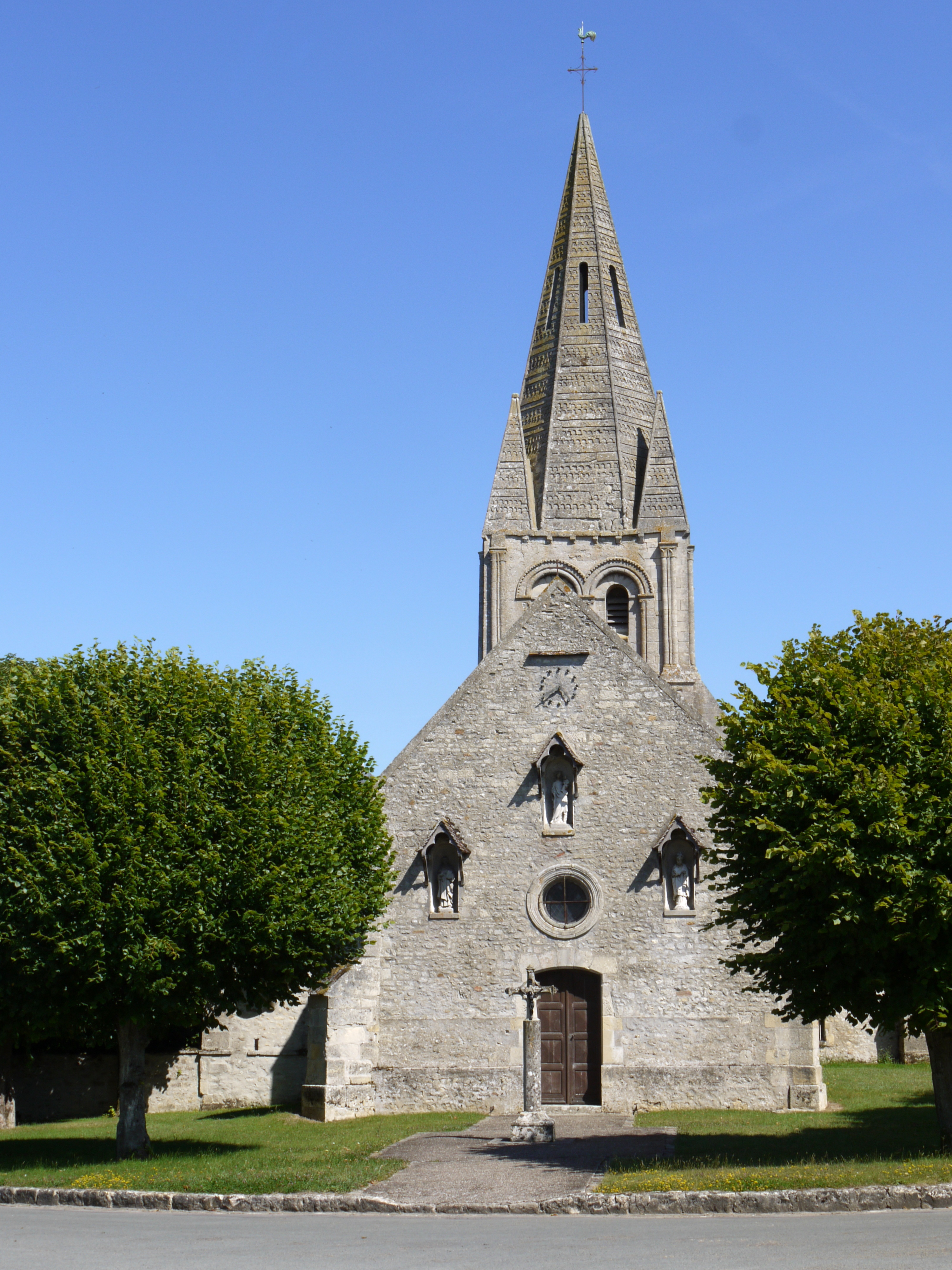
Façade de l'église.
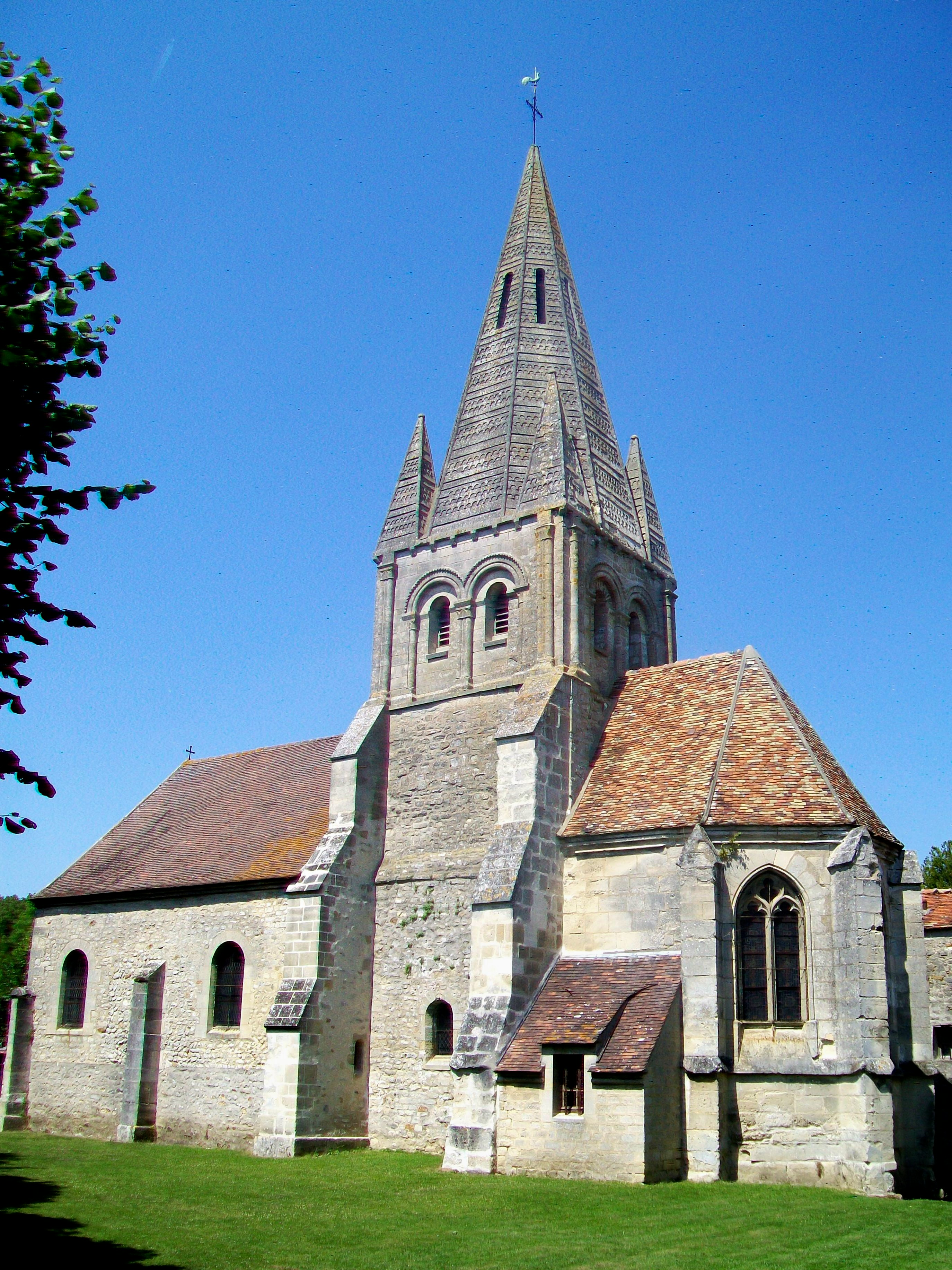
Église Saint-Martin.
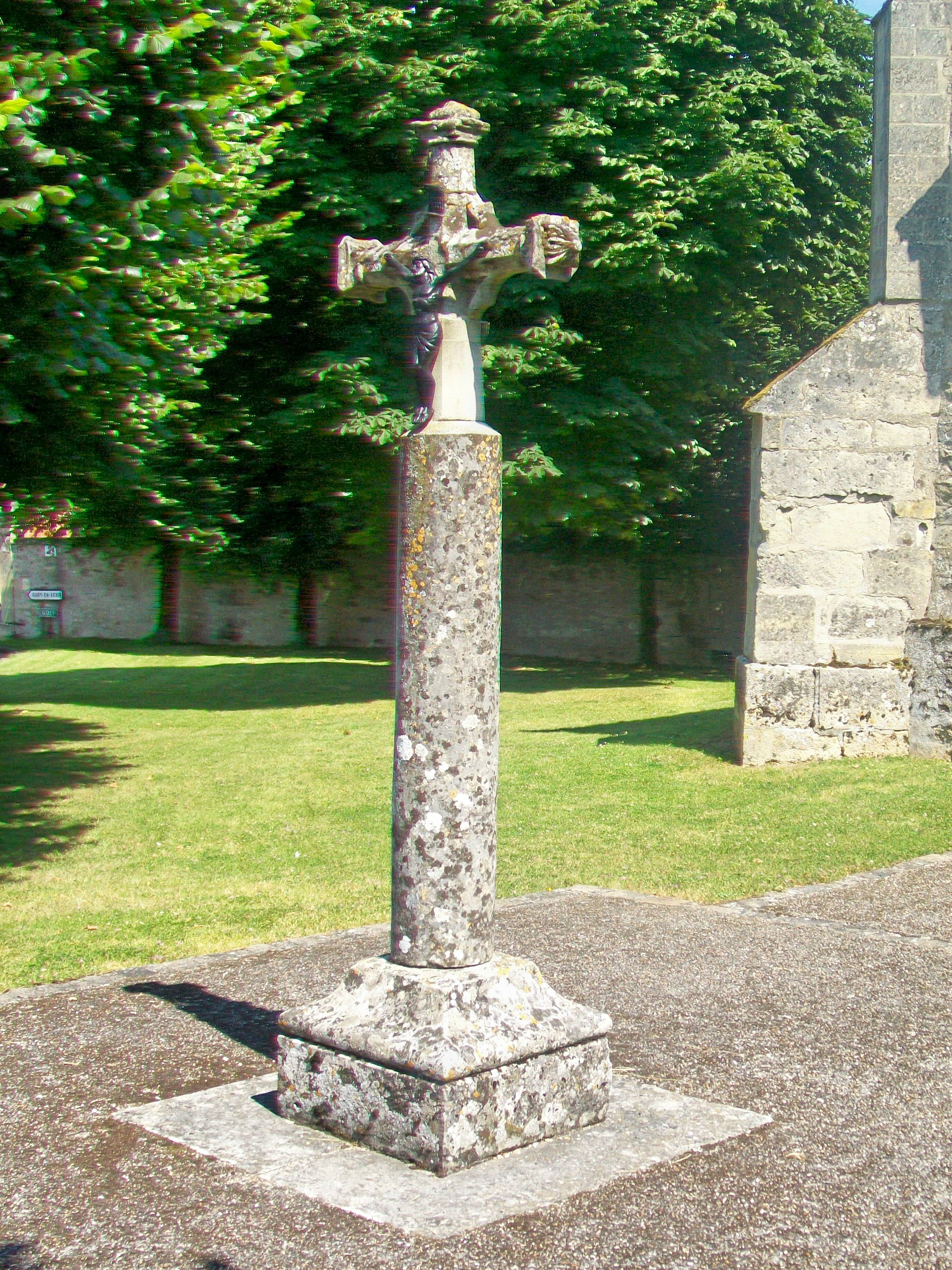
Ancienne croix de cimetière.

Gadancourt compte quatre monuments historiques sur son territoire, dont deux (le château et le prieuré) sont protégés par le même arrêté ministériel.
- Château de Gadancourt, à l'entrée nord du village (classé monument historique par arrêté du 15 juin 1948, y compris le parc[13]) : attesté dès le XVe siècle, il est entièrement rebâti en deux étapes. David de Hazeville, seigneur de Gadancourt, fait bâtir les deux pavillons du château à la fin du XVIe siècle ; en 1768, le corps principal du logis est rebâti par François-Jean Roger, conseiller et écuyer du roi. En dépit des deux siècles d'écart entre ces campagnes de construction, la façade orientale sur le parc est parfaitement homogène. Le corps de logis principal comporte deux niveaux sur sept travées, avec un corps central légèrement saillant surmonté d'un fronton triangulaire, et couvert d'un toit à deux croupes. Les deux pavillons d'angle forment des ailes latérales en retour d'équerre sur la cour d'honneur, à l'ouest. De deux niveaux et demi, ils sont couverts de hauts combles à la française, cantonnés de larges cheminées. Dans le château primitif en 1534, Jean Calvin aurait commencé d'écrire son livre « L'Institution de la religion chrétienne »[14]. Le château n'est que très partiellement visible depuis la rue.
- Église Saint-Martin (classée monument historique par arrêté du 30 juin 1920[15]) : le plan de cette église est encore celui des églises romanes primitives. Elle se compose d'une nef-grange de deux travées ; d'une travée sous le clocher du XIIe siècle ; d'un chœur de deux travées aux chevet à pans coupés du XVe siècle ; ainsi que d'une flèche octogonale en pierre de 1949, reconstruite à la suite de sa destruction par le bombardement du 29 août 1944. Cantonné de quatre pyramidons aux angles, c'est une reconstitution fidèle de la flèche romane. Le premier étage du clocher est l'élément le plus intéressant de l'église. Chaque face est encadrée par deux paires de colonnettes aux extrémités, et percée de deux baies abat-son plein cintre. Ces baies sont nettement plus petites que les espaces sous les arcades plein cintre ornés par des cordons en dents de scie, et supportées par deux colonnettes chacune. Les chapiteaux sont tous identiques et sculptés en feuillages, de la façon la plus simple. Bien que la nef soit également d'origine romane, toutes ses ouvertures ont été reprises, et la façade occidentale ne présente pas non plus de trace d'architecture romane. La porte en anse de panier est surmontée par un oculus, et trois niches à statues sont disposées en triangle en haut de la façade. Quant au chœur, ses trois baies ogivales disposent d'un remplage flamboyant. À l'intérieur, on peut observer des vitraux de Max Ingrand ; deux clés de voûte représentant saint Martin partageant son manteau et l'Agneau de Dieu ; deux pierres tombales du XVIe siècle dont une porte la devise calviniste Post tenebras spero lucem, un christ en croix de la fin du XVIIe siècle ; des stalles du XVIIIe siècle ; et des fonts baptismaux du XIIIe siècle[16],[17].
- Ancienne croix de cimetière, devant l'église (classée monument historique par arrêté du 29 décembre 1942[18]) : elle est restée en place lors du déplacement du cimetière. Datée du XVe siècle, elle possède un socle et un fût monolithique très simples. La partie inférieure de la croix proprement dite ainsi que la statuette du Christ sont récentes.
- Ancien prieuré cistercien, à l'est de l'église (classé monument historique avec le château[13]) : plusieurs ailes subsistent de ce complexe de bâtiments remontant en partie au XIIIe siècle, dont une ferme la cour d'honneur du château au sud, et une autre, perpendiculaire, la place de l'église à l'est. Ces bâtiments ont été transformés en exploitation agricole après la dissolution du prieuré à la Révolution française, mais les façades ont bien conservé leur caractère d'origine. L'on note notamment plusieurs contreforts médiévaux du côté de la place de l'église ; une échauguette au nord de l'église, ainsi qu'un passage couvert au niveau du premier étage, reliant le prieuré au chœur de l'église. Un clocheton en bois rappelle toujours la vocation religieuse qu'avait le complexe de bâtiments. Au XVIIIe siècle, l'un des prieurs commendataire est Jean-Baptiste-Augustin de Salignac. Le nombre de moines est encore de neuf en 1729[17].

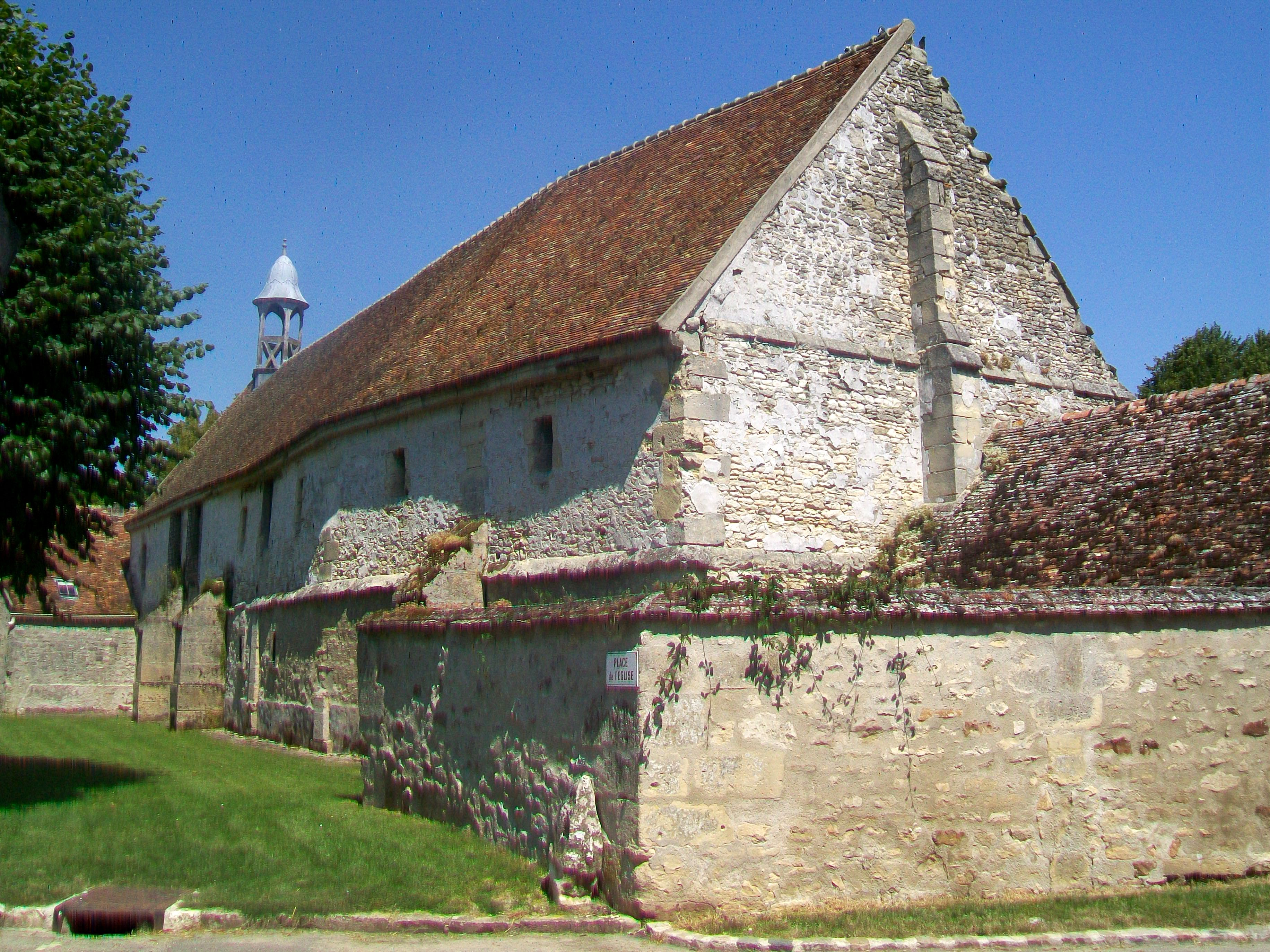
Ancien prieuré.
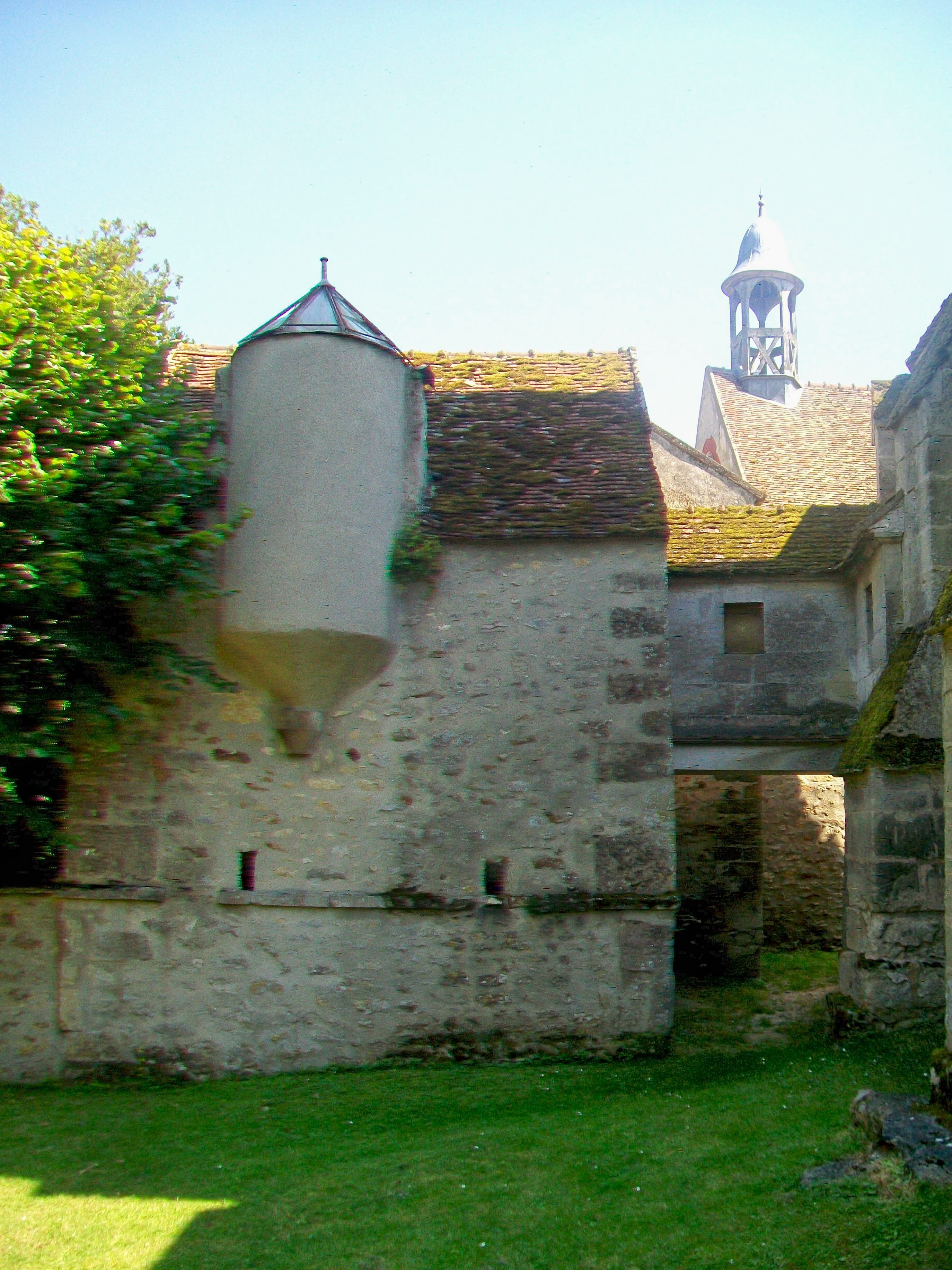
Échauguette et passage couvert.
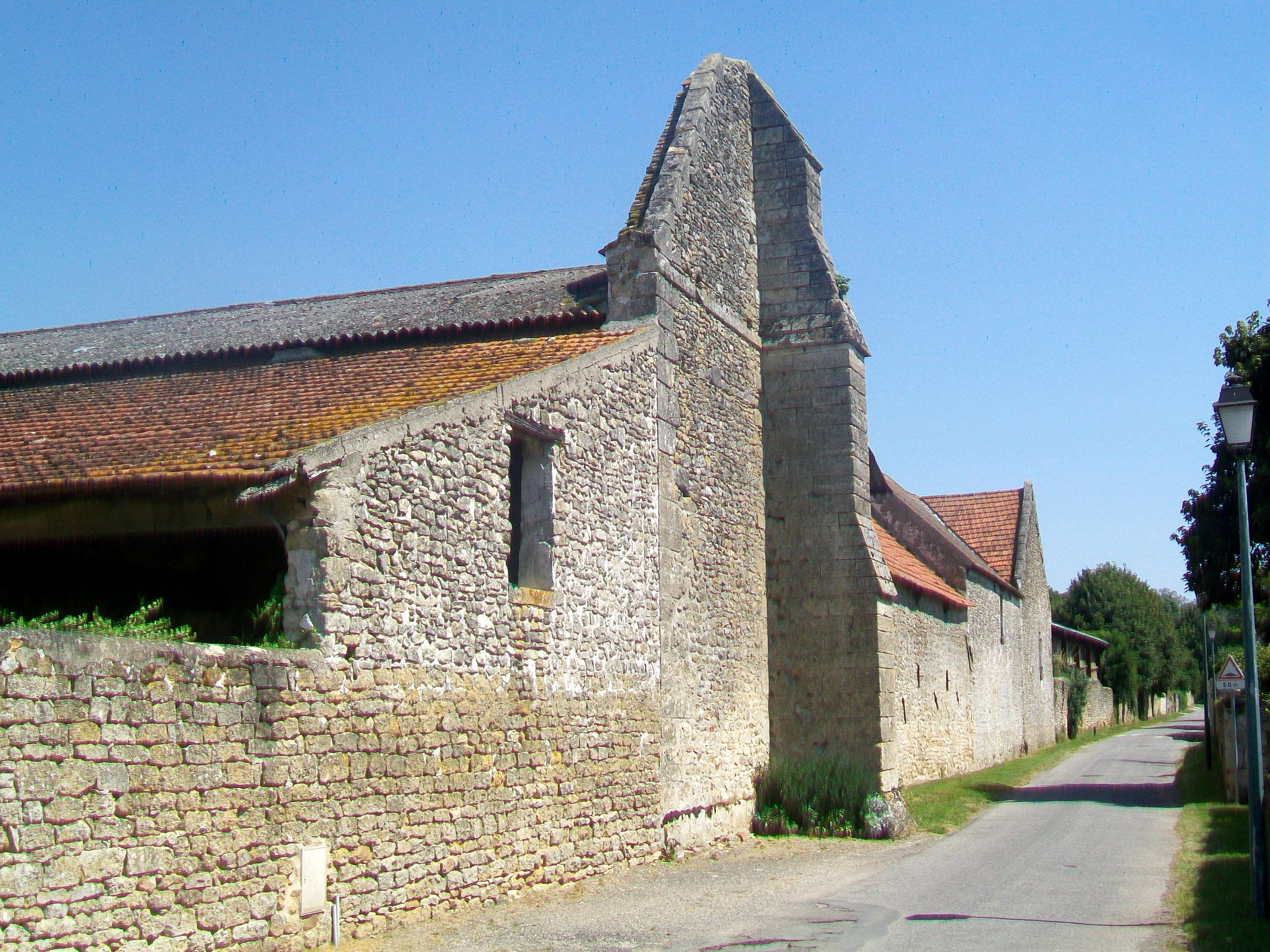
Pignon de la grange dîmière.
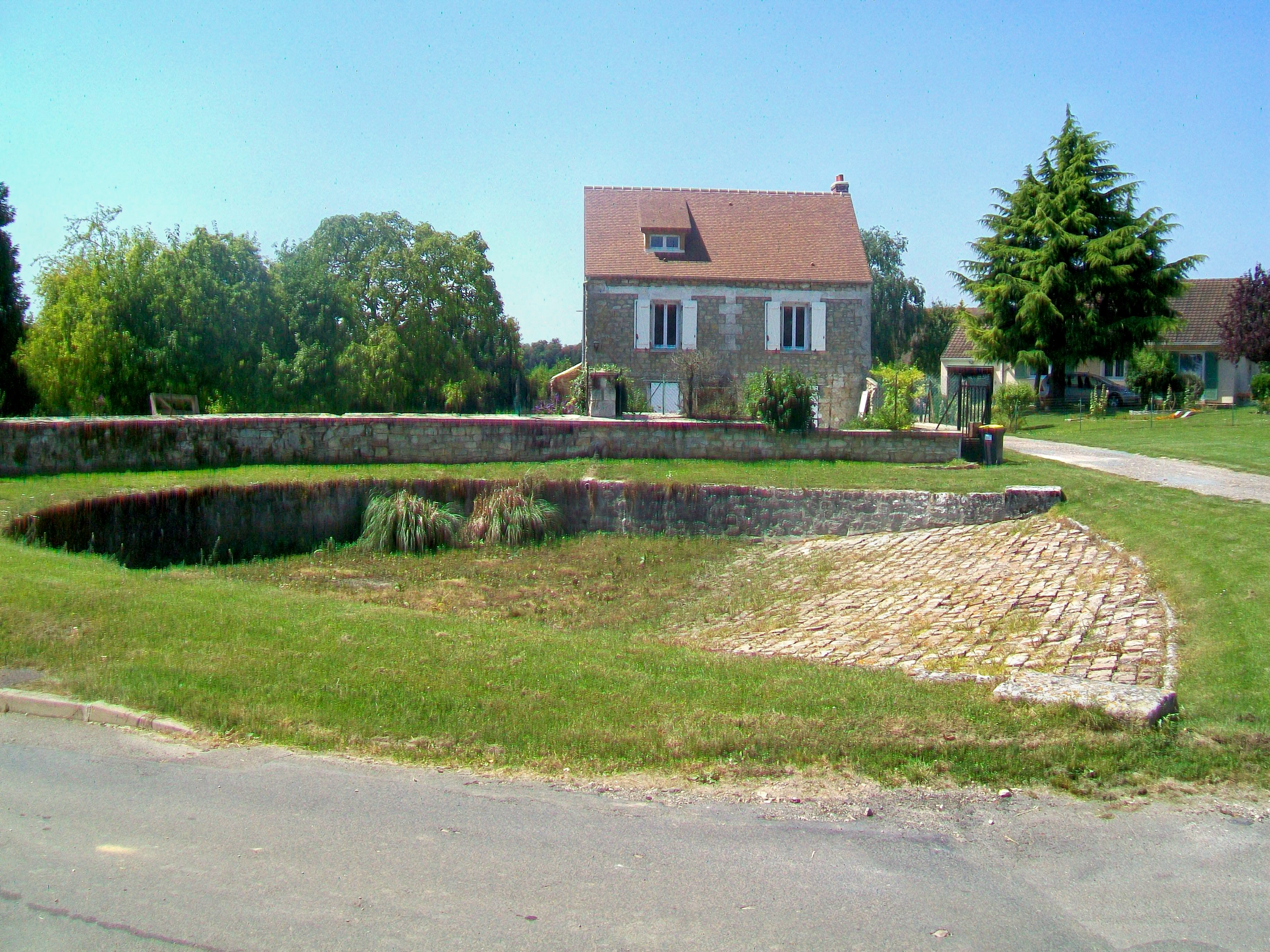
Abreuvoir-pédiluve.
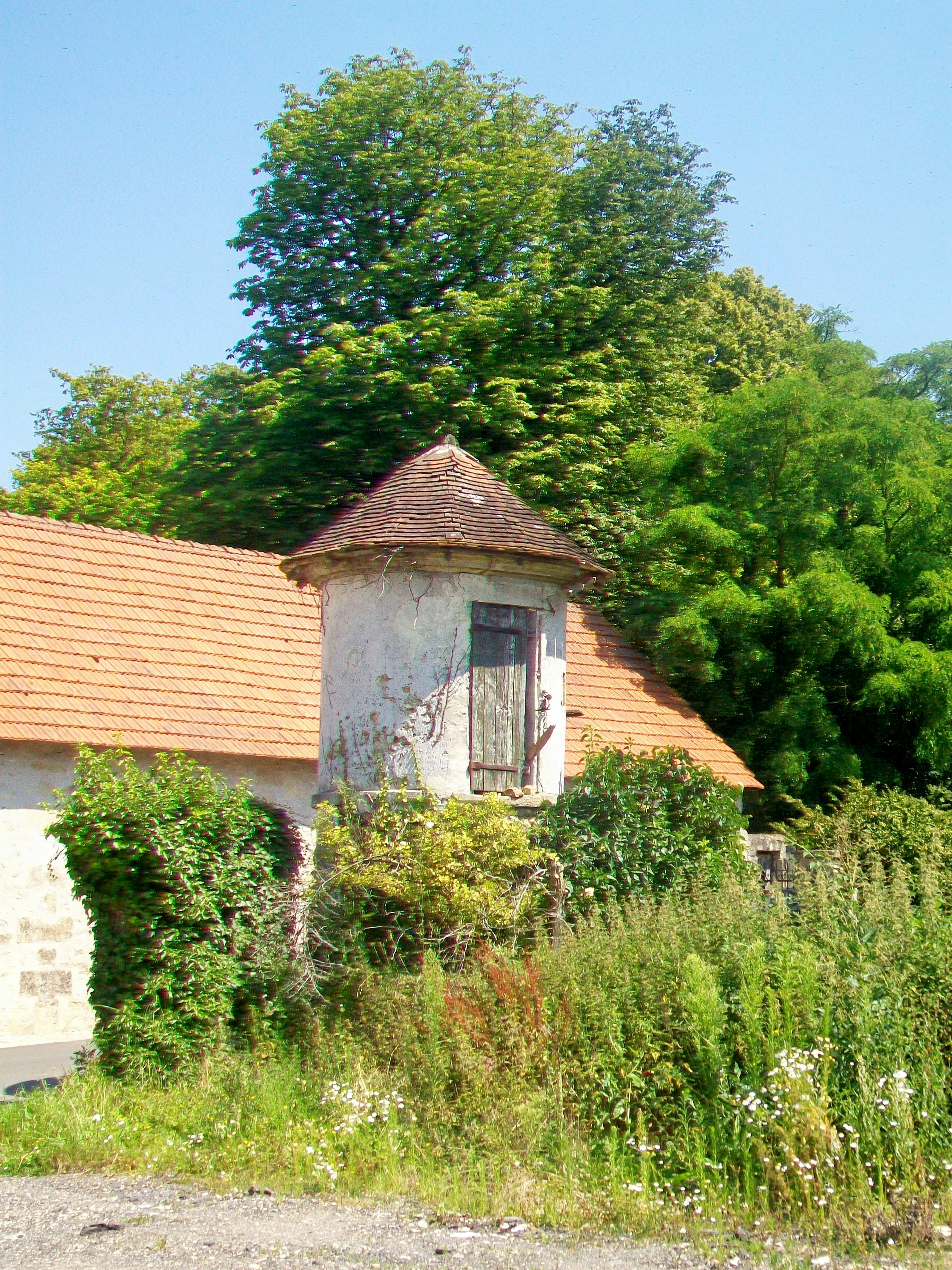
Petit colombier.
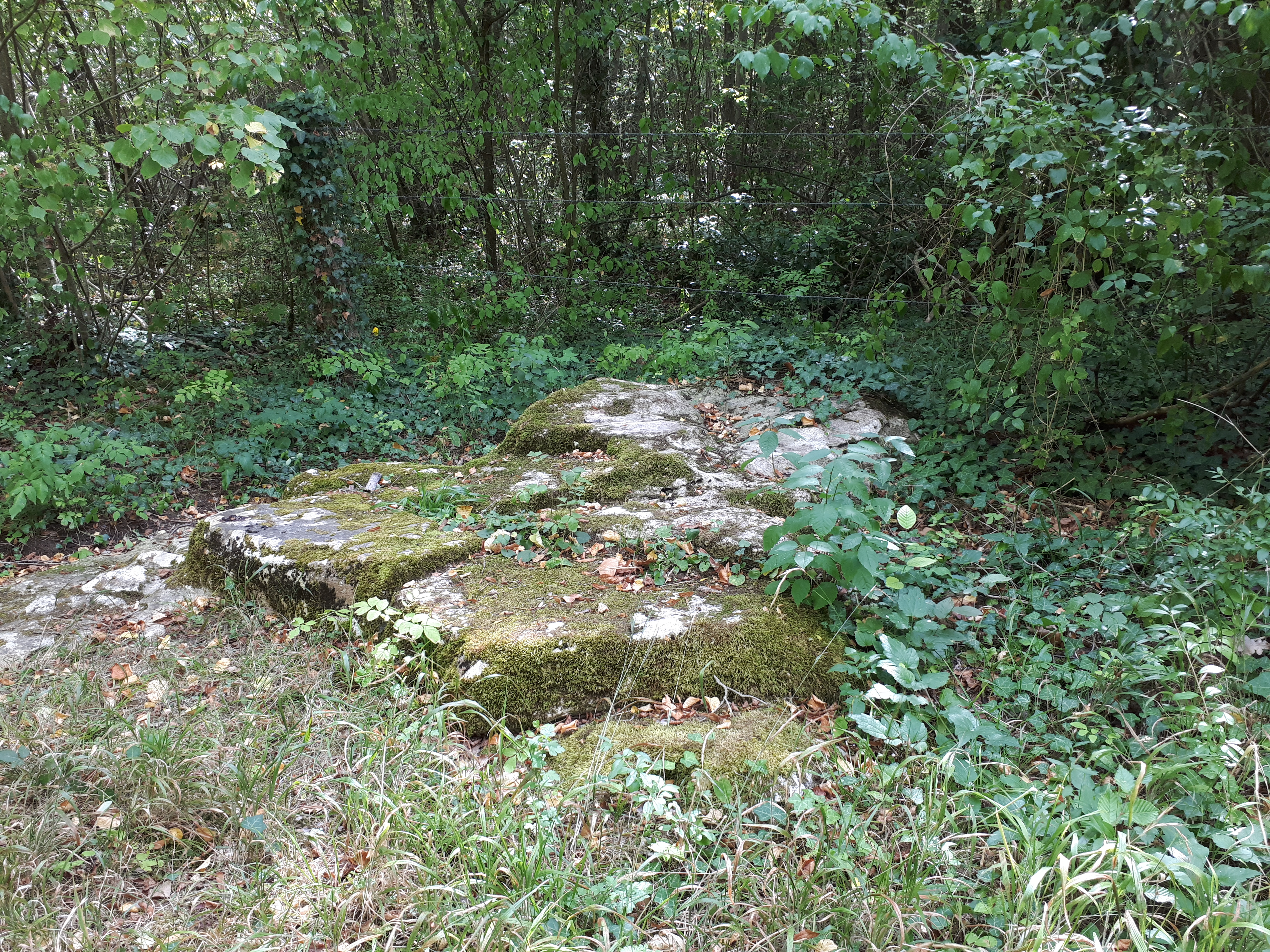
Polissoir de St Martin.

#### Autres éléments du patrimoine
- Pignon de la grange dîmière, rue des Faubourgs : Intégré dans un bâtiment agricole plus récent, ce pignon se caractérise par son haut contrefort central[17].
- Abreuvoir, route de Wy, à la sortie sud-ouest du village : Il se présente comme une grande mare pavée de la forme d'un fer à cheval, entouré par un mur et au sol légèrement incliné. Les animaux pouvaient successivement avancer en l'eau. En effet, l'aménagement sert également de pédiluve et égayoir aux chevaux et bœufs. Le remplissage en eau se faisait par l'eau pluviale, recueillie par un système de rigoles le long des voies du village[17].
- Petit colombier, rue Octave-de-Boury : exemple de colombier d'une petite propriété bourgeoise.
- Polissoir de Saint-Martin : bloc de grès portant des rainurages situé sur l'allée de Gadancourt.

## Héraldique
| Blason de Gadancourt | Blason  | Parti de gueules à Saint Martin à cheval partageant son manteau avec un pauvre, le tout d'argent ; et de sinople à trois gerbes de blé d'or liées du premier ; le tout sommé du chef du Vexin français. DeviseWado cortem |
| Blason de Gadancourt | Détails | Adoptées en octobre 2016. |